# PWS-16
PWS-16 byl polský vojenský cvičný letoun vyvinutý a vyráběný firmou Podlaska Wytwórnia Samolotów (PWS). Polské letectvo letoun užívalo v letech 1934 až 1939. Dalším vývojem vznikla ozbrojená verze pro pokračovací výcvik PWS-26.

## Vznik a vývoj
PWS-16 byl dvoumístný dvouplošník konvenční konstrukce, vzniklý vylepšením typů PWS-12 a 14, odlišující se zejména účinnějšími křidélky.   Varianta PWS-16bis měla přepracovaný palivový systém umožňující let na zádech, a lišila se také změněnou siluetou a zlepšenými aerodynamickými vlastnostmi. Polské letectvo stroje zařadilo do služby v letech 1933 až 1934. V roce 1937 byla do služby zařazená modernizovaná varianta PWS-26, schopná i použití k základnímu zbraňovému výcviku, načež byly stroje PWS-16 přeřazeny k druholiniovým službám. 

## Varianty
PWS-16
Základní verze vzniklá v 20 kusech.
PWS-16bis
Modernizovaná varianta s palivovým systémem umožňujícím let na zádech vzniklá v 20 exemplářích.
PWS-26
Překonstruovaný stroj pro zbraňový výcvik.

## Uživatelé
- Polsko
  - Polské letectvo
- Frankistické Španělsko
  - Aviación Nacional (v roce 1937 zakoupilo 20 kusů prostřednictvím syndikátu SEPEWE)

## Specifikace (PWS-16bis)
Údaje dle

### Technické údaje
- Osádka: 2 (instruktor a žák)
- Délka: 7,03 m
- Rozpětí: 9,0 m
- Výška: 2,74 m
- Nosná plocha: 24 m²
- Prázdná hmotnost: 850 kg
- Vzletová hmotnost: 1 162 kg
- Pohonná jednotka: 1 × vzduchem chlazený hvězdicový devítiválec Wright J-5B Whirlwind pohánějící pevnou dvoulistou dřevěnou vrtuli Szomański
- Výkon pohonné jednotky: 164 kW (220 hp)

### Výkony
- Maximální rychlost: 217 km/h (na úrovni mořské hladiny)
- Cestovní rychlost: 180 km/h
- Dolet: 460 km
- Praktický dostup: 4 620 m
- Výstup do výše 1 000 m: 3 min 45 sekund